# 23946 Marcelleroux
23946 Marcelleroux este un asteroid din centura principală de asteroizi.

## Descriere
23946 Marcelleroux este un asteroid din centura principală de asteroizi. A fost descoperit pe 22 octombrie 1998 la Caussols în cadrul programului ODAS. Asteroidul prezintă o orbită caracterizată de o semiaxă mare de 3,00 ua, o excentricitate de 0,06 și o înclinație de 12,2° în raport cu ecliptica.